# Molène de Chaix
Verbascum chaixii
Espèce
La Molène de Chaix (Verbascum chaixii) est une espèce de plantes vivaces de la famille des Scrofulariacées.